# Matt Burke
Matthew Burke (* 26. März 1973 in Sydney) ist ein ehemaliger australischer Rugby-Union-Spieler. Er spielte auf der Position des Schlussmanns und hat für australische Nationalmannschaft die zweitmeisten Punkte erzielt. Nur Michael Lynagh liegt in dieser Statistik vor ihm. Er beendete seine Karriere 2008 bei den Newcastle Falcons.

## Karriere
Burke war erstmals 1990 Teil einer australischen Auswahlmannschaft, als er mit den „Australian Schoolboys“ in die Vereinigten Staaten und Irland reiste. Später spielte er auch für die U21-Nationalmannschaft, bis er 1993 erstmals für die Wallabies auflief, als diese auf Südafrika trafen. Im Spiel um den Bledisloe Cup 1996 gelang ihm ein herausragender Versuch gegen die All Blacks. Tief in der eigenen Hälfte bekam er den Ball, widersetzte sich einigen Tackles der Neuseeländer, um dann einen Lauf über 70 Meter bis zur Mallinie zu vollführen. Dies konnte jedoch nichts an der Niederlage seiner Mannschaft ändern, trotzdem blieb der Versuch den australischen Anhängern noch lange im Gedächtnis. Zwei Jahre später gelangen ihm gegen Neuseeland 24 Punkte. So viele Zähler hat bislang kein anderer Spieler gegen die All Blacks erzielt.
1998 verletzte er sich schwer an der Schulter und fiel lange Zeit aus. Trotz dieser Zwangspause wurde er bei der Weltmeisterschaft 1999 für den Kader nominiert und hatte entscheidenden Anteil am Titel der Australier. So steuerte er im Viertelfinale 23 Punkte gegen Neuseeland, im Halbfinale 24 gegen Südafrika und 25 gegen Frankreich im Finale bei. Seine Verletzungsmisere begann nach dem WM-Triumph jedoch von neuem, so dass er seine Topform nicht wiedererlangen konnte. Aufgrund seiner verletzungsbedingt unkonstanten Leistungen überließ man Chris Latham die Schlussposition in der Nationalmannschaft, so dass Burke immer wieder als Außendreiviertel eingesetzt wurde und dort nicht vollends überzeugen konnte.
Burke gehörte zum Kader der Wallabies zur Weltmeisterschaft 2003, wobei er nach einigen Spielen erstmals auf die Bank gesetzt wurde. Im Anschluss an die WM verlor er ebenfalls seinen Platz bei den Waratahs. Trainer Ewan McKenzie wurde für die Herausstellung Burkes jedoch scharf kritisiert, da er sich zeitgleich um den etwa gleich alten Fußballer Andrew Johns bemühte, dem jederlei Erfahrung im Rugby fehlte. Burke bekam jedoch späte Genugtuung, in dem seit seinem Abtritt bei den Waratahs der Spieler des Jahres mit der „Matt Burke Trophy“ geehrt wird. Sein letztes Länderspiel für Australien bestritt er am 21. August 2004, als er im Spiel gegen Südafrika in den letzten Minuten eingewechselt wurde.
Mit dem Vertragsende bei den Waratahs hatte Burke zahlreiche Angebote aus verschiedensten Ligen. Er entschied sich letztlich für die Newcastle Falcons und unterschrieb dort einen Kontrakt bis 2008. Im Februar 2007 erhielt er einen britischen Pass, blieb jedoch auch weiterhin australischer Staatsbürger. Die Passbeantragung war aufgrund einer Regel in der Guinness Premiership nötig geworden, die nur einen Nicht-EU-Ausländer pro Team erlaubt. Er wurde einmal zum Spieler des Jahres bei den Falcons gewählt.
Im Jahr 2006 wurde Burke in die Weltauswahl (World XV) gewählt und spielte mit dieser gegen die Springboks. Er ist bis heute der Spieler mit den meisten Länderspielen (54) für Australien auf der Schlussposition und gehört zu den zehn Spielern mit den meisten erzielten Punkten weltweit. Er liegt in der Punkteliste der Super 14 und der Tri Nations auf dem zweiten Platz, jeweils hinter Andrew Mehrtens aus Neuseeland. Im Mai 2008 gab er sein Karriereende aufgrund anhaltender Verletzungen bekannt. Am 8. August 2008 veranstalten die Falcons ein Abschiedsspiel für Burke gegen das australische Super-14-Team Western Force.